# San Diego Open
Il San Diego Open è stato un torneo di tennis maschile e femminile giocato sui campi in cemento del Barnes Tennis Center a San Diego, negli Stati Uniti. Faceva parte del circuito ATP Tour 250 maschile e del circuito WTA 500 femminile.

## Storia
Inaugurato nel 1971 con il nome Virginia Slims of San Diego come torneo a inviti femminile, la prima edizione facente parte del Virginia Slims Circuit 1971 viene giocata sui campi in cemento del Morley Field Sports Complex di San Diego. Dopo questa isolata edizione il torneo viene dismesso; ripristinato nel 1979, ne vengono disputate quattro edizioni con il nome Wells Fargo Open. Nel 1983 non viene disputato e torna nel circuito nel 1984 al Morley Fields con il nome Ginny of San Diego, l'organizzazione dell'ex tennista Raquel Giscafré e un montepremi da 100.000 dollari. L'anno successivo riprende il nome sponsorizzato Virginia Slims of San Diego. In seguito Giscafré sarà affiancata nell'organizzazione dall'ex compagna di doppio Jane Stratton.
In quegli anni il torneo viene spostato al San Diego Tennis & Racquet Club e nel 1989 prende il nome Great American Bank Classic dal nuovo sponsor, un istituto bancario di San Diego con il quale il montepremi sale a 200.000 dollari. Nel 1991 il torneo cambia nuovamente sponsor, prendendo il nome Mazda Classic, e sede di gioco, spostandosi sui campi del La Costa Resort and Spa, lussuoso luogo di villeggiatura situato a Carlsbad (California), nella zona collinare a nord di San Diego. Importante torneo di preparazione agli US Open, tra le tenniste il cui nome compare nell'albo d)oro figurano Steffi Graf, Jennifer Capriati, Lindsay Davenport, Venus Williams, Martina Hingis, Justine Henin e Maria Sharapova. Nel 2004 il torneo entra a far parte della categoria WTA Tier I. Altri nomi sponsorizzati di quegli anni sono stati Toshiba Classic, TIG Classic e Acura Classic, l'ultimo della gestione Giscafré / Stratton, che ha fine nel 2007 quando i diritti vengono venduti al circuito WTA.
Dopo due stagioni senza tennis professionistico nella zona di San Diego, il WTA Tour ripristina il torneo al La Costa Resort di Carlsbad nel 2010 con il nuovo nome sponsorizzato Mercury Insurance Open e come evento della categoria WTA Premier. Nel 2013 il torneo viene ribattezzato Southern California Open, e sotto questo nome viene disputata una sola edizione. Alla fine del 2013 viene annunciato che dal 2014 la Octagon, proprietaria dei diritti, sposterà il torneo a Tokyo, in Giappone. Nel 2015 viene organizzato il Carlsbad Classic, torneo femminile di categoria WTA 125 disputato in novembre al Park Hyatt Aviara Resort di Carlsbad, e anche questo torneo si tiene per una sola edizione.
Tra il 2016 e il 2020 non si tiene alcun torneo del circuito maggiore nella Contea di San Diego; nel 2021 viene per la prima volta organizzato a San Diego un torneo maschile dell'ATP Tour, il San Diego Open che si tiene al Barnes Tennis Centre San Diego; viene assegnato con una licenza valida per un solo anno per sopperire alle cancellazioni di alcuni tornei dovute alla pandemia di COVID-19. Quell'anno non viene disputata l'edizione femminile. L'emergenza si ripete con altre cancellazioni nel 2022 e al San Diego Open viene concessa una nuova licenza valida per una sola stagione. Per l'occasione fa il suo ritorno nel calendario il torneo femminile, inserito nella categoria WTA 500 e disputato tre settimane dopo quello maschile.
Nel 2023 con il ritorno in calendario dei tornei in Cina, il torneo maschile viene cancellato, mentre quello femminile viene disputato sotto il nome Cymbiotika San Diego Open con una licenza di tre anni estendibile a cinque, tuttavia lo sponsor principale, Cymbiotika, ritira il sostegno finanziario dopo sole due edizioni determinando la cancellazione del torneo femminile. Al suo posto viene inserito un torneo maschile nell'ambito dell'ATP Challenger Tour nella categoria Challenger 100.
Nomi del torneo
- Virginia Slims of San Diego: 1971, 1985–1988
- Wells Fargo Open: 1979–1982
- Ginny of San Diego: 1984
- Great American Bank Classic: 1989–1990
- Mazda Classic: 1991–1993
- Toshiba Classic; 1994–1998
- TIG Classic: 1999
- Acura Classic: 2000–2007
- Mercury Insurance Open: 2010-2012
- Southern California Open: 2013
- GoMacro: 2015
- San Diego Open: 2021-2022
- Cymbiotika San Diego Open: 2023-2024
- San Diego Open: 2025

## Albo d'oro

### Singolare femminile
| Località  | Anno            | Vincitrice            | Finalista                 | Punteggio        |
| --------- | --------------- | --------------------- | ------------------------- | ---------------- |
| San Diego | 1971            | Billie Jean King      | Rosemary Casals           | 3–6, 7–5, 6–1    |
| San Diego | 1972- 1978      | Non disputato         | Non disputato             | Non disputato    |
| San Diego | 1979            | Tracy Austin (1)      | Martina Navrátilová       | 6–4, 6–2         |
| San Diego | 1980            | Tracy Austin (2)      | Wendy Turnbull            | 6–1, 6–3         |
| San Diego | 1981            | Tracy Austin (3)      | Pam Shriver               | 6–2, 5–7, 6–2    |
| San Diego | 1982            | Tracy Austin (4)      | Kathy Rinaldi             | 7–6, 6–3         |
| San Diego | 1983            | Non disputato         | Non disputato             | Non disputato    |
| San Diego | 1984            | Debbie Spence         | Betsy Nagelsen            | 6–3, 6(3)–7, 6–4 |
| San Diego | 1985            | Annabel Croft         | Wendy Turnbull            | 6–0, 7–6(5)      |
| San Diego | 1986            | Melissa Gurney        | Stephanie Rehe            | 6–2, 6–4         |
| San Diego | 1987            | Raffaella Reggi       | Anne Minter               | 6–0, 6–4         |
| San Diego | 1988            | Stephanie Rehe        | Ann Grossman              | 6–1, 6–1         |
| San Diego | 1989            | Steffi Graf (1)       | Zina Garrison             | 6–4, 7–5         |
| San Diego | 1990            | Steffi Graf (2)       | Manuela Maleeva Fragnière | 6–3, 6–2         |
| Carlsbad  | 1991            | Jennifer Capriati (1) | Monica Seles              | 4–6, 6–1, 7–6(2) |
| Carlsbad  | 1992            | Jennifer Capriati (2) | Conchita Martínez         | 6–3, 6–2         |
| Carlsbad  | 1993            | Steffi Graf (3)       | Arantxa Sánchez Vicario   | 6–4, 4–6, 6–1    |
| Carlsbad  | 1994            | Steffi Graf (4)       | Arantxa Sánchez Vicario   | 6–2, 6–1         |
| Carlsbad  | 1995            | Conchita Martínez     | Lisa Raymond              | 6–2, 6–0         |
| Carlsbad  | 1996            | Kimiko Date           | Arantxa Sánchez Vicario   | 3–6, 6–3, 6–0    |
| Carlsbad  | 1997            | Martina Hingis (1)    | Monica Seles              | 7–6(4), 6–4      |
| Carlsbad  | 1998            | Lindsay Davenport (1) | Mary Pierce               | 6–3, 6–1         |
| Carlsbad  | 1999            | Martina Hingis (2)    | Venus Williams            | 6–4, 6–0         |
| Carlsbad  | 2000            | Venus Williams (1)    | Monica Seles              | 6–0, 6(3)–7, 6–2 |
| Carlsbad  | 2001            | Venus Williams (2)    | Monica Seles              | 6–2, 6–3         |
| Carlsbad  | 2002            | Venus Williams (3)    | Jelena Dokić              | 6–2, 6–2         |
| Carlsbad  | 2003            | Justine Henin (3)     | Kim Clijsters             | 3–6, 6–2, 6–3    |
| Carlsbad  | ↓ Tier I ↓      |                       |                           |                  |
| Carlsbad  | 2004            | Lindsay Davenport (2) | Anastasija Myskina        | 6–1, 6–1         |
| Carlsbad  | 2005            | Mary Pierce           | Ai Sugiyama               | 6–0, 6–3         |
| Carlsbad  | 2006            | Marija Šarapova (1)   | Kim Clijsters             | 7–5, 7–5         |
| Carlsbad  | 2007            | Marija Šarapova (2)   | Patty Schnyder            | 6–2, 3–6, 6–0    |
| Carlsbad  | 2008- 2009      | Non disputato         | Non disputato             | Non disputato    |
| Carlsbad  | ↓ WTA Premier ↓ |                       |                           |                  |
| Carlsbad  | 2010            | Svetlana Kuznecova    | Agnieszka Radwańska       | 6–4, 6(7)–7, 6–3 |
| Carlsbad  | 2011            | Agnieszka Radwańska   | Vera Zvonarëva            | 6–3, 6–4         |
| Carlsbad  | 2012            | Dominika Cibulková    | Marion Bartoli            | 6–1, 7–5         |
| Carlsbad  | 2013            | Samantha Stosur       | Viktoryja Azaranka        | 6–2, 6–3         |
| Carlsbad  | 2014            | Non disputato         | Non disputato             | Non disputato    |
| Carlsbad  | ↓ WTA 125 ↓     |                       |                           |                  |
| Carlsbad  | 2015            | Yanina Wickmayer      | Nicole Gibbs              | 6–3, 7–6(4)      |
| Carlsbad  | 2016- 2021      | Non disputato         | Non disputato             | Non disputato    |
| San Diego | ↓ WTA 500 ↓     | ↓ WTA 500 ↓           | ↓ WTA 500 ↓               | ↓ WTA 500 ↓      |
| San Diego | 2022            | Iga Świątek           | Donna Vekić               | 6–3, 3–6, 6–0    |
| San Diego | 2023            | Barbora Krejčíková    | Sofia Kenin               | 6-4, 2-6, 6-4    |
| San Diego | 2024            | Katie Boulter         | Marta Kostjuk             | 5–7, 6–2, 6–2    |

### Doppio femminile
| Località  | Anno            | Vincitrici                                   | Finaliste                                | Punteggio        |
| --------- | --------------- | -------------------------------------------- | ---------------------------------------- | ---------------- |
| San Diego | 1971            | Rosemary Casals (1) Billie Jean King         | Françoise Dürr Judy Tegart Dalton        | 6–7, 6–2, 6–3    |
| San Diego | 1972- 1978      | Non disputato                                | Non disputato                            | Non disputato    |
| San Diego | 1979            | Rosemary Casals (2) Martina Navrátilová      | Betty Ann Grubb Stuart Ann Kiyomura      | 3–6, 6–4, 6–2    |
| San Diego | 1980            | Tracy Austin Ann Kiyomura                    | Rosemary Casals Wendy Turnbull           | 3–6, 6–4, 6–3    |
| San Diego | 1981            | Kathy Jordan (1) Candy Reynolds (1)          | Rosemary Casals Pam Shriver              | 6–1, 2–6, 6–4    |
| San Diego | 1982            | Kathy Jordan (2) Paula Smith (1)             | Patrícia Medrado Cláudia Monteiro        | 6–3, 5–7, 7–6    |
| San Diego | 1983            | Non disputato                                | Non disputato                            | Non disputato    |
| San Diego | 1984            | Betsy Nagelsen Paula Smith (2)               | Terry Holladay Iwona Kuczynska           | 6–2, 6–4         |
| San Diego | 1985            | Candy Reynolds (2) Wendy Turnbull            | Rosalyn Fairbank Susan Leo               | 6–4, 6–0         |
| San Diego | 1986            | Beth Herr Alycia Moulton                     | Elise Burgin Rosalyn Fairbank            | 5–7, 6–2, 6–4    |
| San Diego | 1987            | Jana Novotná (1) Catherine Suire             | Elise Burgin Sharon Walsh                | 6–3, 6–4         |
| San Diego | 1988            | Patty Fendick (1) Jill Hetherington (1)      | Betsy Nagelsen Dinky van Rensburg        | 7–6(10), 6–4     |
| San Diego | 1989            | Elise Burgin Rosalyn Fairbank                | Gretchen Magers Robin White              | 4–6, 6–3, 6–3    |
| San Diego | 1990            | Patty Fendick (2) Zina Garrison              | Elise Burgin Rosalyn Fairbank–Nideffer   | 6–4, 7–6(5)      |
| Carlsbad  | 1991            | Jill Hetherington (2) Kathy Rinaldi          | Gigi Fernández Nathalie Tauziat          | 6–4, 3–6, 6–2    |
| Carlsbad  | 1992            | Jana Novotná (2) Larisa Neiland              | Conchita Martínez Mercedes Paz           | 6–1, 6–4         |
| Carlsbad  | 1993            | Gigi Fernández (1) Helena Suková             | Pam Shriver Elizabeth Smylie             | 6–4, 6–3         |
| Carlsbad  | 1994            | Jana Novotná (3) Arantxa Sánchez Vicario (1) | Ginger Helgeson Rachel McQuillan         | 6–3, 6–3         |
| Carlsbad  | 1995            | Gigi Fernández (2) Nataša Zvereva (1)        | Alexia Dechaume–Balleret Sandrine Testud | 6–2, 6–1         |
| Carlsbad  | 1996            | Gigi Fernández (3) Conchita Martínez (1)     | Arantxa Sánchez Vicario Larisa Neiland   | 4–6, 6–3, 6–4    |
| Carlsbad  | 1997            | Martina Hingis Arantxa Sánchez Vicario (2)   | Amy Frazier Kimberly Po                  | 6–3, 7–5         |
| Carlsbad  | 1998            | Lindsay Davenport (1) Nataša Zvereva (2)     | Alexandra Fusai Nathalie Tauziat         | 6–2, 6–1         |
| Carlsbad  | 1999            | Lindsay Davenport (2) Corina Morariu         | Serena Williams Venus Williams           | 6–4, 6–1         |
| Carlsbad  | 2000            | Lisa Raymond Rennae Stubbs (1)               | Lindsay Davenport Anna Kurnikova         | 4–6, 6–3, 7–6(6) |
| Carlsbad  | 2001            | Cara Black (1) Elena Lichovceva              | Martina Hingis Anna Kurnikova            | 6–4, 1–6, 6–4    |
| Carlsbad  | 2002            | Elena Dement'eva Janette Husárová            | Daniela Hantuchová Ai Sugiyama           | 6–2, 6–4         |
| Carlsbad  | 2003            | Kim Clijsters Ai Sugiyama                    | Lindsay Davenport Lisa Raymond           | 6–4, 7–5         |
| Carlsbad  | ↓ Tier I ↓      |                                              |                                          |                  |
| Carlsbad  | 2004            | Cara Black (2) Rennae Stubbs (2)             | Virginia Ruano Pascual Paola Suárez      | 4–6, 6–1, 6–4    |
| Carlsbad  | 2005            | Conchita Martínez (2) Virginia Ruano Pascual | Daniela Hantuchová Ai Sugiyama           | 6(7)–7, 6–1, 7–5 |
| Carlsbad  | 2006            | Cara Black (3) Rennae Stubbs (3)             | Anna–Lena Grönefeld Meghann Shaughnessy  | 6–2, 6–2         |
| Carlsbad  | 2007            | Cara Black (4) Liezel Huber                  | Anna Čakvetadze Viktoryja Azaranka       | 7–5, 6–3         |
| Carlsbad  | 2008- 2009      | Non disputato                                | Non disputato                            | Non disputato    |
| Carlsbad  | ↓ WTA Premier ↓ |                                              |                                          |                  |
| Carlsbad  | 2010            | Marija Kirilenko Zheng Jie                   | Lisa Raymond Rennae Stubbs               | 6–4, 6–4         |
| Carlsbad  | 2011            | Květa Peschke Katarina Srebotnik             | Raquel Kops–Jones Abigail Spears         | 6–0, 6–2         |
| Carlsbad  | 2012            | Raquel Kops–Jones (1) Abigail Spears (1)     | Vania King Nadia Petrova                 | 6–2, 6–4         |
| Carlsbad  | 2013            | Raquel Kops–Jones (2) Abigail Spears (2)     | Chan Hao–ching Janette Husárová          | 6–4, 6–1         |
| Carlsbad  | 2014            | Non disputato                                | Non disputato                            | Non disputato    |
| Carlsbad  | ↓ WTA 125 ↓     |                                              |                                          |                  |
| Carlsbad  | 2015            | Gabriela Cé Verónica Cepede Royg             | Oksana Kalašnikova Tatjana Maria         | 1–6, 6–4, [10–8] |
| Carlsbad  | 2016- 2021      | Non disputato                                | Non disputato                            | Non disputato    |
| San Diego | ↓ WTA 500 ↓     | ↓ WTA 500 ↓                                  | ↓ WTA 500 ↓                              | ↓ WTA 500 ↓      |
| San Diego | 2022            | Coco Gauff Jessica Pegula                    | Gabriela Dabrowski Giuliana Olmos        | 1–6, 7–5, [10–4] |
| San Diego | 2023            | Barbora Krejčíková Kateřina Siniaková        | Danielle Collins CoCo Vandeweghe         | 6-1, 6-4         |
| San Diego | 2024            | Nicole Melichar-Martinez Ellen Perez         | Desirae Krawczyk Jessica Pegula          | 6–1, 6–2         |

### Singolare maschile
| Anno                    | Vincitore         | Finalista          | Punteggio     |
| ----------------------- | ----------------- | ------------------ | ------------- |
| 2021                    | Casper Ruud       | Cameron Norrie     | 6–0, 6–2      |
| 2022                    | Brandon Nakashima | Marcos Giron       | 6–4, 6–4      |
| 2023- 2024              | Non disputato     | Non disputato      | Non disputato |
| ↓ ATP Challenger Tour ↓ |                   |                    |               |
| 2025                    | Eliot Spizzirri   | Mackenzie McDonald | 6–4, 2–6, 6–4 |

### Doppio maschile
| Anno                    | Vincitori                         | Finalisti                     | Punteggio              |
| ----------------------- | --------------------------------- | ----------------------------- | ---------------------- |
| 2021                    | Joe Salisbury Neal Skupski        | John Peers Filip Polášek      | 7–6(2), 3–6, [10–5]    |
| 2022                    | Nathaniel Lammons Jackson Withrow | Jason Kubler Luke Saville     | 7–6(5), 6–2            |
| 2023- 2024              | Non disputato                     | Non disputato                 | Non disputato          |
| ↓ ATP Challenger Tour ↓ |                                   |                               |                        |
| 2025                    | Eliot Spizzirri Tyler Zink        | Juan José Bianchi Noah Zamora | 6(3)–7, 7–6(4), [10–8] |